# Owego
Le village  d’Owego est le siège du comté de Tioga, situé dans l'État de New York, aux États-Unis. Sa population s’élevait à 3 896 habitants lors du recensement de 2010, estimée à 3 791 habitants en 2016.

## Démographie
| Groupe            | Owego | New York | États-Unis |
| ----------------- | ----- | -------- | ---------- |
| Blancs            | 93,8  | 65,8     | 72,4       |
| Métis             | 1,9   | 3,0      | 2,9        |
| Afro-Américains   | 1,8   | 15,9     | 12,6       |
| Asiatiques        | 1,5   | 7,3      | 4,8        |
| Autres            | 0,7   | 7,5      | 6,2        |
| Amérindiens       | 0,3   | 0,6      | 0,9        |
| Total             | 100   | 100      | 100        |
|                   |       |          |            |
| Latino-Américains | 2,4   | 17,6     | 16,7       |

Selon l’American Community Survey, pour la période 2011-2015, 92,37 % de la population âgée de plus de 5 ans déclare parler anglais à la maison alors que 2,20 % déclare parler le serbo-croate, 1,65 % une langue chinoise, 1,43 % le japonais, 1,38 % l'espagnol, 0,52 % l'allemand et 0,44 % une autre langue.

## Économie
Depuis 1957, il y a un important centre industriel et de recherches dans l'électronique puis l'aéronautique fondé à l'origine par IBM. Il est racheté en 1994 par Loral Corporation qui est absorbé par Lockheed Martin en 1996 et qui le nomme jusqu'en 2010 Lockheed Martin Systems Integration – Owego (en). Cette compagnie y a en outre une importante usine d'assemblage d’hélicoptères.

## Source
- (en) Cet article est partiellement ou en totalité issu de l’article de Wikipédia en anglais intitulé « Owego (village), New York » (voir la liste des auteurs).

1. ↑  (en) « Owego, NY Population - Census 2010 and 2000 », sur censusviewer.com.
2. ↑  (en) « Population of New York - Census 2010 and 2000 », sur censusviewer.com.
3. ↑  (en) « Language spoken at home by ability to speak English for the population 5 years and over », sur factfinder.census.gov.